# Лител, Джон
Джон Лител (англ. John Litel) (30 декабря 1892 — 3 февраля 1972) — американский актёр театра, кино и телевидения, карьера которого охватила период 1920-60-х годов.
Более всего Лител известен как характерный киноактёр, который в период с 1929 по 1966 год сыграл более чем в 150 фильмах. К числу самых значимых картин с его участием относятся «Меченая женщина» (1937), «Чёрный легион» (1937), «Иезавель» (1938), «Удивительный доктор Клиттерхаус» (1938), «Пыль будет моей судьбой» (1938), «Они ехали ночью» (1940), «Они умерли на своих постах» (1941), «Сквозь горе, тоску и утраты» (1943), «Западня» (1948), «Распрощайся с завтрашним днём» (1950), «Скарамуш» (1952), «Путешествие на дно моря» (1961) и «Сыновья Кэти Элдер» (1965).

## Ранние годы жизни и театральная карьера
Джон Лител родился 30 декабря 1892 года в Олбани, штат Висконсин. После окончания Пенсильванского университета с началом Первой мировой войны Лител поступил на службу во французскую армию, где доблестно прослужил в течение трёх лет и был дважды награждён за отвагу. По возвращении на родину Лител закончил Американскую академию драматических искусств, после чего гастролировал с различными театральными труппами, где ему приходилась играть с такими актрисами, как Энн Хардинг, Джоан Блонделл и Полин Фредерик.
С 1919 по 1921 год Лител дебютировал на Бродвее в очень успешном мюзикле «Айрин», который выдержал 678 представлений. После этого успеха Лител на протяжении 1920-30-х годов постоянно имел работу, появившись в таких бродвейских постановках, как «Чистокровки» (1924), «Проторённая дорожка» (1926), «Полуголая правда» (1926), «Приключение» (1928), «Водители на заднем сиденье» (1928-29), «Творческие дамы» (1931), «Лилли Тёрнер» (1932), «До наступления утра» (1933), «Странные боги» (1933) и «Первый легион» (1934-35). Как отметила «Нью-Йорк Таймс», «игра Литела на нью-йоркской сцене достигла максимального признания, когда он сыграл Диззи Дейвиса в авиационной драме „Потолок ноль“» (1935), за которой последовали роли в комедии «Жизнь слишком коротка» (1935), трагедии «Ад замерзает» (1935-36) и мелодраме «Сладкие алоэ» (1936).

## Карьера в кино в 1929—1966 годах
В 1929 году Лител начал сниматься в кино в серии звуковых короткометражек, таких как «Веранда», главную роль в которой сыграл признанный комик Рэймонд Гриффит. Однако лишь к середине 1930-х годов Лителу удалось «создать себе прочную экранную репутацию одарённого актёра второго плана». В этот период он стал хорошо известен благодаря ролям в социальной драме о национализме среди американских рабочих «Чёрный легион» (1937) с Хамфри Богартом в главной роли, оскароносной биографической драме «Жизнь Эмиля Золя» (1937) с Полом Муни, а также по оскароносной исторической мелодраме «Иезавель» (1938) с Бетт Дейвис и Генри Фондой в главных ролях.
Известность Лителу обеспечила также серия криминальных мелодрам, которые в 1930-е годы поставила компания Warner Bros. Хотя в «Чёрном легионе» Лител сыграл сравнительно небольшую роль заводского бригадира, кинокритик «Нью-Йорк Таймс» Фрэнк Ньюджент назвал его игру «отличной» наряду с работами других актёров второго плана. В том же году Лител сыграл небольшую роль в криминальной мелодраме «Меченая женщина» (1937) с Богартом и Бетт Дейвис в главных ролях, а также главную роль в тюремной драме «Остров Алькатрас» (1937). В этой картине он создал образ рэкетира, который попадает в тюрьму за нарушение налогового законодательства, где ему пытается отомстить один из его бывших подручных за отказ спасти его брата от смертной казни за убийство. Фрэнк Ньюджент из «Нью-Йорк Таймс» высоко оценил картину, отметив её «плотный сюжет и безошибочную игру Джона Литела и других малоизвестных актёров,… обеспечивающих хорошее зрелище». Как пишет историк кино Джон Миллер, через год после этого фильма Лител сыграл ещё в одной тюремной драме «За стеной» (1938), исполнив роль благородного тюремного капеллана. Два года спустя Лител снова сыграл капеллана в тюремной мелодраме, на этот раз это был фильм «Замок на Гудзоне» (1940). В криминальной мелодраме «Пыль будет моей судьбой» (1939) Лител исполнил небольшую, но выразительную роль прокурора в суде, который изощрённо подбирает факты и трактует свидетельские показания, стремясь добиться осуждения героя фильма (Джон Гарфилд) в убийстве, которого тот не совершал. Наконец, в тюремной мелодраме «Преступление тебе с рук не сойдёт» (1939) Лител предстал в образе опытного адвоката, который безуспешно пытается уговорить юного преступника (Билли Хэлоп) пойти на сделку со следствием и рассказать об участии матёрого уголовника (Хамфри Богарт) в убийстве. Как написал по поводу этого фильма Фрэнк Ньюджент, «в последние годы убийство, в особенности, для Warner Bros, стало прибыльным делом: рассказывают, что статисты на съёмочной площадке студии едва успевают вдохнуть воздух свободы, переходя из одной тюремной картины в другую. А некоторые наиболее ценные актёры студии, такие как Богарт, Хэлоп и Лител провели значительную часть своих пятилетних контрактов словно пятилетние тюремные приговоры. По крайней мере, самим актёрам так порой может показаться».
За пределами тюремно-криминального жанра Лител исполнял в эти годы постоянные роли отца главных героев в двух лёгких киносериалах категории В: в 1938-39 годах он сыграл в четырёх фильмах о юной сыщице-любительнице Нэнси Дрю (её роль исполняла Бонита Гренвилл), а в 1941-44 годах появился в девяти комедийных фильмах про подростка Генри Олдрича (Джеймс Лайдон).
В 1940-е годы Лител предстал в образе знаменитого генерала Филипа Шеридана в историческом вестерне Рауля Уолша «Они умерли на своих постах» (1941), а также сыграл врача в оскароносной военной мелодраме «Сквозь горе, тоску и утраты» (1943) с Клодетт Кольбер, Полетт Годар и Вероники Лейк в ролях трёх вернувшихся с войны медсестёр, а позднее получил значимую роль в мелодраме «Касс Тимберлейн» (1947) со Спенсером Трейси и Ланой Тёрнер в главных ролях.
Он также стал активно сниматься в фильмах нуар, сыграв небольшие роли в таких картинах как «Они ехали ночью» (1940) с Богартом и Рафтом, «Как по маслу» (1946), где он был авторитетным театральным продюсером, и «Виновный» (1947), где он сыграл арендатора квартиры, на которого в какой-то момент падает подозрение в убийстве. Позднее он исполнил роль окружного прокурора в фильме нуар «Западня» (1948), шефа полиции — в «Распрощайся с завтрашним днём» (1950) с Джеймсом Кэгни, а также владельца крупного деревообрабатывающего предприятия, которого убивает его управляющий, в фильме «Женщина в бегах» (1950).
Самыми заметными фильмами Литела в 1950-е годы стали романтическая комедия «Девушка из „Фуллер браш“» (1950) c Люсиль Болл, фантастическая лента «Полёт на Марс» (1951), приключенческий фильм «Скарамуш» (1952) по книге Рафаэля Сабатини, биографический вестерн «Джек Слейд» (1953), исторический фильм про вождя индейцев «Сидящий Бык» (1954), приключенческий вестерн с Бёртом Ланкастером «Человек из Кентукки» (1955) и криминальная мелодрама «Двойная опасность» (1955). Его наиболее значимыми фильмами в 1960-е годы стали фантастический триллер «Путешествие на дно моря» (1961), комедия «Пригоршня чудес» (1961), а также вестерны «Сыновья Кэти Элдер» (1965) с Джоном Уэйном и «Невада Смит» (1966) со Стивом Маккуином в главных ролях.

## Карьера на телевидении в 1952—1967 годах
С 1952 года по 1967 год Лител много работал на телевидении, снявшись за этот период в 48 различных телесериалах.
В 1952-53 годах Лител играл постоянную роль владельца риэлтерского агентства и босса главного героя в исполнении Роберта Каммингса в 30 эпизодах ситкома «Мой герой». В 1958-59 годах Лител был губернатором в семи эпизодах приключенческого сериала «Зорро», а в 1960-61 годах снялся в роли Дэна Марчисона в девяти эпизодах сериала-вестерна «Дилижанс на Запад».
Лител был также гостевой звездой отдельных эпизодов таких популярных сериалов, как «Я люблю Люси» (1954), «Маверик» (1957-60), «Выслеживание» (1958), «Сансет-Стрип, 77» (1958-62), «Шайенн» (1959), «Бонанза» (1959-61), «Сыромятная плеть» (1960-61), «Перри Мейсон» (1962), «Караван повозок» (1964) и многих других.

## Актёрское амплуа и оценка творчества
«Нью-Йорк Таймс» охарактеризовала Литела как «крепкого, красивого мужчину с энергичной и властной манерой держаться», который играл «характерные роли в театре, кино и на телевидении». По словам Эриксона, «в 1937 году Лител обосновался в Голливуде, где на протяжении трёх десятилетий создал широкий спектр кинообразов, включающих прокуроров, адвокатов и судей, крупных преступников, священников, военных офицеров и даже сыграл пару главных ролей».

## Личная жизнь
Лител был женат дважды. Его первой женой была актриса Рут Печер, с которой он познакомился во время совместной работы в бродвейском мюзикле «Айрин». Брак продлился с 1920 по 1955 год, прервавшись в связи со смертью Рут. В том же году Лител женился повторно на Беатрис Вест, с которой прожил вплоть до своей смерти в 1972 году
.

## Смерть
Джон Лител умер 3 февраля 1972 году в Вудленд-Хиллз, Калифорния, в возрасте 77 лет.

## Фильмография
| Год       |     | Русское название                                                       | Оригинальное название                                         | Роль                                                  |
| --------- | --- | ---------------------------------------------------------------------- | ------------------------------------------------------------- | ----------------------------------------------------- |
| 1929      | кор | Поцелуи                                                                | Kisses                                                        | Чарли                                                 |
| 1929      | кор | Веранда                                                                | The Sleeping Porch                                            |                                                       |
| 1929      | кор | Искатели-хранители                                                     | Finders Keepers                                               |                                                       |
| 1929      | кор | Лестное слово                                                          | The Flattering Word                                           | доктор Лоринг Ригли                                   |
| 1930      | ф   | На границе                                                             | On the Border                                                 | Дэйв                                                  |
| 1930      | кор | О, дорогая!                                                            | Oh Darling!                                                   |                                                       |
| 1930      | кор | Не верю этому                                                          | Don't Believe It                                              |                                                       |
| 1932      | ф   | Заблудшие                                                              | Wayward                                                       | Роберт «Боб» Дэниелс                                  |
| 1936      | ф   | Беглец в небе                                                          | Fugitive in the Sky                                           | Майк Филан, он же Роджер Джонсон                      |
| 1936      | кор | Дайте мне свободу                                                      | Give Me Liberty                                               | Патрик Генри                                          |
| 1937      | ф   | Чёрный легион                                                          | Black Legion                                                  | Томми Смит (Джонс)                                    |
| 1937      | ф   | Полночный суд                                                          | Midnight Court                                                | Виктор Шэнли                                          |
| 1937      | ф   | Меченая женщина                                                        | Marked Woman                                                  | Гордон                                                |
| 1937      | ф   | Слим                                                                   | Slim                                                          | Уайатт Рэнстед                                        |
| 1937      | ф   | Жизнь Эмиля Золя                                                       | The Life of Emile Zola                                        | Шарпантье                                             |
| 1937      | ф   | Снова в обороте                                                        | Back in Circulation                                           | доктор Юджин Форд                                     |
| 1937      | ф   | Остров Алькатрас                                                       | Alcatraz Island                                               | «Гэт» Брэйди                                          |
| 1937      | кор | Человек без страны                                                     | The Man Without a Country                                     | лейтенант Филипп Нолан                                |
| 1937      | ф   | Пропавшие свидетели                                                    | Missing Witnesses                                             | инспектор Роберт Л. Лейн                              |
| 1938      | ф   | Золото там, где ищешь                                                  | Gold Is Where You Find It                                     | Ральф Феррис                                          |
| 1938      | ф   | Простенькое дело об убийстве                                           | A Slight Case of Murder                                       | Пост                                                  |
| 1938      | ф   | Иезавель                                                               | Jezebel                                                       | Жан ля Кур                                            |
| 1938      | ф   | Любовь, честь и поведение                                              | Love, Honor and Behave                                        | Джим Блейк                                            |
| 1938      | ф   | За стеной                                                              | Over the Wall                                                 | отец Нил Коннор                                       |
| 1938      | ф   | Маленькая безупречная мисс                                             | Little Miss Thoroughbred                                      | Нельсон «Нэйлз» Морган                                |
| 1938      | ф   | Мой Билл                                                               | My Bill                                                       | Джон Радлин                                           |
| 1938      | ф   | Удивительный доктор Клиттерхаус                                        | Amazing Dr. Clitterhouse                                      | прокурор                                              |
| 1938      | ф   | Долина титанов                                                         | Valley of the Giants                                          | Хендрикс                                              |
| 1938      | ф   | Бродвейские мушкетёры                                                  | Broadway Musketeers                                           | Стэнли «Стэн» Даулинг                                 |
| 1938      | ф   | Нэнси Дрю, детектив                                                    | Nancy Drew: Detective                                         | Карсон Дрю                                            |
| 1938      | кор | Декларация независимости                                               | The Declaration of Independence                               | Томас Джефферсон                                      |
| 1938      | ф   | Комета над Бродвеем                                                    | Comet Over Broadway                                           | Билл Эпплтон                                          |
| 1939      | ф   | Крылья морпехов                                                        | Wings of the Navy                                             | коммандер Кларк                                       |
| 1939      | ф   | Нэнси Дрю... репортер                                                  | Nancy Drew... Reporter                                        | Карсон Дрю                                            |
| 1939      | ф   | Воздушная разведка                                                     | Secret Service of the Air                                     | Сэксби                                                |
| 1939      | ф   | Преступление тебе с рук не сойдёт                                      | You Can't Get Away with Murder                                | адвокат Кейри                                         |
| 1939      | ф   | На процессе                                                            | On Trial                                                      | Роберт Стрикланд                                      |
| 1939      | ф   | Додж-Сити                                                              | Dodge City                                                    | Мэтт Коул                                             |
| 1939      | ф   | Нэнси Дрю... ищет неприятности                                         | Nancy Drew... Trouble Shooter                                 | Карсон Дрю                                            |
| 1939      | ф   | Нэнси Дрю и потайная лестница                                          | Nancy Drew and the Hidden Staircase                           | Карсон Дрю                                            |
| 1939      | ф   | Пыль будет моей судьбой                                                | Dust Be My Destiny                                            | прокурор                                              |
| 1939      | ф   | На параде                                                              | On Dress Parade                                               | полковник Майкл Райкер                                |
| 1939      | ф   | Час до отправления                                                     | One Hour to Live                                              | Рудольф Спейн                                         |
| 1939      | ф   | Возвращение доктора X                                                  | The Return of Doctor X                                        | доктор Франсис Флегг                                  |
| 1939      | ф   | Ребёнок родился                                                        | A Child Is Born                                               | доктор Бретт                                          |
| 1940      | ф   | Борющийся 69-й                                                         | The Fighting 69th                                             | капитан Мэнган                                        |
| 1940      | ф   | Замок на Гудзоне                                                       | Castle on the Hudson                                          | капеллан                                              |
| 1940      | ф   | Вирджиния-Сити                                                         | Virginia City                                                 | Маршалл                                               |
| 1940      | ф   | Это всё правда                                                         | It All Came True                                              | мистер Робертс                                        |
| 1940      | ф   | Ангел из Техаса                                                        | An Angel from Texas                                           | Куигли                                                |
| 1940      | ф   | Полет ангелов                                                          | Flight Angels                                                 | доктор Баркли                                         |
| 1940      | ф   | Бездушные мужчины                                                      | Men Without Souls                                             | священник Томас Сторм                                 |
| 1940      | ф   | Убийство в воздухе                                                     | Murder in the Air                                             | Сэксби                                                |
| 1940      | ф   | Игра в открытом море                                                   | Gambling on the High Seas                                     | окружной прокурор                                     |
| 1940      | ф   | Человек, который слишком много говорил                                 | The Man Who Talked Too Much                                   | окружной прокурор Диксон                              |
| 1940      | ф   | Они ехали ночью                                                        | They Drive by Night                                           | Гарри Макнамара                                       |
| 1940      | ф   | Деньги и женщина                                                       | Money and the Woman                                           | Джереми «Джерри» Хелм, управляющий банком             |
| 1940      | ф   | Кнут Рокне, настоящий американец                                       | Knute Rockne All American                                     | председатель комитета                                 |
| 1940      | ф   | Отец - принц                                                           | Father Is a Prince                                            | доктор Марк Стоун                                     |
| 1940      | ф   | Дама с рыжими волосами                                                 | Lady with Red Hair                                            | Чарльз Брайант                                        |
| 1940      | ф   | Дорога на Санта-Фе                                                     | Santa Fe Trail                                                | Мартин                                                |
| 1940      | кор | Вперёд, морпехи                                                        | March On, Marines                                             | полковник Майерс                                      |
| 1941      | ф   | Сын отца                                                               | Father's Son                                                  | Уильям Эмори                                          |
| 1941      | ф   | Процесс Мэри Дуган                                                     | The Trial of Mary Dugan                                       | мистер Уэст                                           |
| 1941      | ф   | Великий мистер Никто                                                   | The Great Mr. Nobody                                          | Джон Уэйд                                             |
| 1941      | ф   | Большой босс                                                           | The Big Boss                                                  | Боб Дуган                                             |
| 1941      | ф   | Воры терпят поражение                                                  | Thieves Fall Out                                              | Тим Гордон                                            |
| 1941      | ф   | Генри Олдрича в президенты                                             | Henry Aldrich for President                                   | мистер Олдрич                                         |
| 1941      | ф   | Они умерли на своих постах                                             | They Died with Their Boots On                                 | генерал Филип Шеридан                                 |
| 1941      | ф   | Сжатые губы                                                            | Sealed Lips                                                   | Фред М. Мортон/Майк Рофано                            |
| 1942      | ф   | Дон Уинслоу о флоте                                                    | Don Winslow of the Navy                                       | пенсер Мерлин                                         |
| 1942      | кор | Солдаты в белом                                                        | Soldiers in White                                             | майор Чарльз Энтони                                   |
| 1942      | ф   | Убийцы-белоручки                                                       | Kid Glove Killer                                              | Мэтти                                                 |
| 1942      | ф   | Игрок из Миссисипи                                                     | Mississippi Gambler                                           | Джим Хэдли, он же Фрэнсис Карвел                      |
| 1942      | ф   | Тайна Мари Роже                                                        | Mystery of Marie Roget                                        | Бове                                                  |
| 1942      | ф   | Отчаянный шанс для Эллери Куина                                        | A Desperate Chance for Ellery Queen                           | Норман Хэдли                                          |
| 1942      | ф   | Генри и Диззи                                                          | Henry and Dizzy                                               | мистер Олдрич                                         |
| 1942      | кор | На общую защиту!                                                       | For the Common Defense!                                       | субпрефект Сантьяго Кастильо                          |
| 1942      | ф   | Техасцы                                                                | Men of Texas                                                  | полковник Колберт Скотт                               |
| 1942      | ф   | Невидимый агент                                                        | Invisible Agent                                               | Джон Гардинер                                         |
| 1942      | ф   | Босс большого города                                                   | The Boss of Big Town                                          | Майкл Линн                                            |
| 1942      | ф   | Мадам Шпион                                                            | Madame Spy                                                    | Питер Рольф                                           |
| 1942      | ф   | Генри Олдрич, редактор                                                 | Henry Aldrich, Editor                                         | мистер Сэмюэл У. Олдрич                               |
| 1943      | ф   | Семья Олдрича и утиль                                                  | The Aldrich Family Gets in the Scrap                          | мистер Олдрич                                         |
| 1943      | ф   | Убийство на Таймс-Сквер                                                | Murder in Times Square                                        | доктор Блейн                                          |
| 1943      | ф   | Генри Олдрич и гламур                                                  | Henry Aldrich Gets Glamour                                    | Сэм Олдрич                                            |
| 1943      | ф   | Криминальный доктор                                                    | Crime Doctor                                                  | Эмилио Каспари                                        |
| 1943      | ф   | Генри Олдрич и свинг                                                   | Henry Aldrich Swings It                                       | мистер Олдрич                                         |
| 1943      | ф   | База подводных лодок                                                   | Submarine Base                                                | Джеймс Ксавьер «Джим» Тэггарт                         |
| 1943      | ф   | Сквозь горе, тоску и утраты                                            | So Proudly We Hail!                                           | доктор Харрисон                                       |
| 1943      | ф   | Генри Олдрич и дом с привидениями                                      | Henry Aldrich Haunts a House                                  | Сэм Олдрич                                            |
| 1943      | ф   | Где твои дети?                                                         | Where Are Your Children?                                      | судья Эванс                                           |
| 1944      | ф   | Генри Олдрич, бойскаут                                                 | Henry Aldrich, Boy Scout                                      | Сэм Олдрич                                            |
| 1944      | ф   | Маленький секрет Генри Олдрича                                         | Henry Aldrich's Little Secret                                 | мистер Сэм Олдрич                                     |
| 1944      | ф   | Приятель                                                               | My Buddy                                                      | отец Джим Доннелли                                    |
| 1944      | ф   | Убийство в синей комнате                                               | Murder in the Blue Room                                       | Фрэнк Болдрич                                         |
| 1944      | ф   | Лица в тумане                                                          | Faces in the Fog                                              | доктор Мейсон                                         |
| 1944      | ф   | Серенада в Лейк-Плэсиде                                                | Lake Placid Serenade                                          | Уолтер Бенда                                          |
| 1944      | ф   | Генри Олдрич играет купидона                                           | Henry Aldrich Plays Cupid                                     | мистер Сэм Олдрич                                     |
| 1945      | ф   | Миллионы Брюстера                                                      | Brewster's Millions                                           | Сверинген Джонс                                       |
| 1945      | ф   | Саломея, которую она танцевала                                         | Salome Where She Danced                                       | генерал Ли                                            |
| 1945      | ф   | Предупреждение Криминального доктора                                   | The Crime Doctor's Warning                                    | инспектор Доус                                        |
| 1945      | ф   | Багровая канарейка                                                     | The Crimson Canary                                            | Роджер Куинн                                          |
| 1945      | ф   | Дэлтоны снова в седле                                                  | The Daltons Ride Again                                        | Митчелл Дж. «Майк» Боханнон                           |
| 1945      | ф   | Дорога на Северо-Запад                                                 | Northwest Trail                                               | сержант Минс                                          |
| 1945      | ф   | Зачарованный лес                                                       | The Enchanted Forest                                          | Эд Хендерсон                                          |
| 1945      | ф   | Сан-Антонио                                                            | San Antonio                                                   | Чарли Белл                                            |
| 1946      | ф   | Секрет Мадонны                                                         | The Madonna's Secret                                          | лейтенант полиции Робертс                             |
| 1946      | ф   | Ночь в раю                                                             | Night in Paradise                                             | Эрчон                                                 |
| 1946      | ф   | Она написала книгу                                                     | She Wrote the Book                                            | декан Фаулер                                          |
| 1946      | ф   | Возвращение Расти                                                      | The Return of Rusty                                           | Хью Митчелл                                           |
| 1946      | ф   | Сестра Кенни                                                           | Sister Kenny                                                  | директор по медицине                                  |
| 1946      | ф   | Отличный парень                                                        | Swell Guy                                                     | Артур Тайлер                                          |
| 1946      | ф   | Как по маслу                                                           | Smooth as Silk                                                | Стивен Эллиотт                                        |
| 1947      | ф   | Маяк                                                                   | Lighthouse                                                    | Хэнк Эритадж                                          |
| 1947      | ф   | Бог дал, Бог взял                                                      | Easy Come, Easy Go                                            | Том Клэнси                                            |
| 1947      | ф   | Начало конца                                                           | The Beginning or the End                                      | К.Т. Келлер                                           |
| 1947      | ф   | Виновный                                                               | The Guilty                                                    | Алекс Тремхолт                                        |
| 1947      | ф   | Знают только небеса                                                    | Heaven Only Knows                                             | священник Уэйнрайт                                    |
| 1947      | ф   | Канун Рождества                                                        | Christmas Eve                                                 | Джо Бланд, агент ФБР                                  |
| 1947      | ф   | Касс Тимберлейн                                                        | Cass Timberlane                                               | Уэбб Уоргейт                                          |
| 1948      | ф   | Мой пёс Расти                                                          | My Dog Rusty                                                  | Хью Митчелл                                           |
| 1948      | ф   | Умная женщина                                                          | Smart Woman                                                   | Кларк                                                 |
| 1948      | ф   | Я, Джейн Доу                                                           | I, Jane Doe                                                   | Хортон                                                |
| 1948      | ф   | Западня                                                                | Pitfall                                                       | окружной прокурор                                     |
| 1948      | ф   | Ки-Ларго                                                               | Key Largo                                                     | диспетчер (в титрах не указан)                        |
| 1948      | ф   | Тройная нить                                                           | Triple Threat                                                 | тренер Снайдер                                        |
| 1948      | ф   | Расти показывает путь                                                  | Rusty Leads the Way                                           | Хью Митчелл                                           |
| 1948      | ф   | Доблестный парень                                                      | The Valiant Hombre                                            | Лон Ленсделл                                          |
| 1948      | кор | Антикварный магазин: История исследовательской лаборатории по алюминию | Curiosity Shop: The Story of the Aluminum Research Laboratory |                                                       |
| 1949      | ф   | Расти спасает жизнь                                                    | Rusty Saves a Life                                            | Хью Митчелл                                           |
| 1949      | ф   | Застава в Марокко                                                      | Outpost in Morocco                                            | полковник Паскаль                                     |
| 1949      | ф   | День рождения Расти                                                    | Rusty's Birthday                                              | Хью Митчелл                                           |
| 1949      | ф   | Мэри Райан, детектив                                                   | Mary Ryan, Detective                                          | капитан Биллингс                                      |
| 1949      | ф   | Девушка, которая завоевала Запад                                       | The Gal Who Took the West                                     | полковник Логан                                       |
| 1949      | ф   | Шэмрок-Хилл                                                            | Shamrock Hill                                                 | Ральф Джадсон                                         |
| 1950      | ф   | Бродяги                                                                | The Sundowners                                                | Джон Голл                                             |
| 1950      | ф   | Женщина в бегах                                                        | Woman in Hiding                                               | Джон Чендлер                                          |
| 1950      | ф   | Распрощайся с завтрашним днем                                          | Kiss Tomorrow Goodbye                                         | шеф полиции Толгейт                                   |
| 1950      | ф   | Девушка из «Фуллер браш»                                               | The Fuller Brush Girl                                         | мистер Уоткинс                                        |
| 1951      | ф   | Кубинская шаровая молния                                               | Cuban Fireball                                                | Померой-старший                                       |
| 1951      | ф   | У жениха были шпоры                                                    | The Groom Wore Spurs                                          | дядя Джордж                                           |
| 1951      | ф   | Техасские рейнджеры                                                    | The Texas Rangers                                             | майор Джон Б. Джонс                                   |
| 1951      | ф   | Маленький Египет                                                       | Little Egypt                                                  | Шустер                                                |
| 1951      | ф   | Мелкий игрок                                                           | Two Dollar Bettor                                             | Джон Хьюитт                                           |
| 1951      | ф   | Полёт на Марс                                                          | Flight to Mars                                                | доктор Лейн                                           |
| 1952      | ф   | Реактивная работа                                                      | Jet Job                                                       | Сэм Бентли                                            |
| 1952      | ф   | Скарамуш                                                               | Scaramouche                                                   | доктор Дюбюк                                          |
| 1952      | ф   | Монтана Белль                                                          | Montana Belle                                                 | Мэтт Таунер                                           |
| 1952—1953 | с   | Мой герой (30 эпизодов)                                                | My Hero                                                       | мистер Уиллис Тэккери                                 |
| 1952—1955 | с   | Кавалькада Америки (2 эпизода)                                         | Cavalcade of America                                          | доктор Силкворт                                       |
| 1953      | ф   | Джек Слейд                                                             | Jack Slade                                                    | судья Дэвидсон                                        |
| 1953      | с   | Театр четырёх звезд (2 эпизода)                                        | Four Star Playhouse                                           | мэр Ван Олтен                                         |
| 1954      | ф   | Сидящий Бык                                                            | Sitting Bull                                                  | генерал Уилфорд Хауэлл                                |
| 1954      | с   | Видеотеатр от «Люкс»                                                   | The Lux Video Theatre                                         | доктор Роббинс                                        |
| 1954      | с   | Залы плюща                                                             | The Halls of Ivy                                              | Нолан                                                 |
| 1954      | с   | Я люблю Люси                                                           | I Love Lucy                                                   | Харви Кромвелл                                        |
| 1954      | с   | Городской детектив                                                     | City Detective                                                | Джефф                                                 |
| 1954—1955 | с   | Театр «Корона» с Глорией Свансон (2 эпизода)                           | Crown Theatre with Gloria Swanson                             |                                                       |
| 1954—1960 | с   | Театр от «Дженерал Электрик» (2 эпизода)                               | General Electric Theater                                      | Филипп Сондерс / Фрэнк Хоббс                          |
| 1955      | ф   | Двойная опасность                                                      | Double Jeopardy                                               | Эмметт Дивери                                         |
| 1955      | ф   | Человек из Кентукки                                                    | The Kentuckian                                                | Плезант Тьюсдэй Бэбсон                                |
| 1955      | ф   | Дама из Техаса                                                         | Texas Lady                                                    | Мид Мур                                               |
| 1955      | с   | Генри Фонда представляет программу «Звезда и история»                  | Henry Fonda Presents the Star and the Story                   | Эмери Саммерс                                         |
| 1955      | с   | Человек со значком                                                     | The Man Behind the Badge                                      | почтовый следователь Полинг                           |
| 1956      | ф   | Дикое племя дакота                                                     | The Wild Dakotas                                              | Морган Уилер                                          |
| 1956      | ф   | Команчи                                                                | Comanche                                                      | генерал Нельсон А. Майлс                              |
| 1956      | ф   | Сбежавшие дочери                                                       | Runaway Daughters                                             | Джордж Бартон                                         |
| 1956      | с   | Зал звёзд от «Шеврон» (2 эпизода)                                      | Chevron Hall of Stars                                         | Дантроуп                                              |
| 1956      | с   | Звёздная сцена                                                         | Star Stage                                                    |                                                       |
| 1957      | ф   | Нанятый стрелок                                                        | The Hired Gun                                                 | Мейс Белдон                                           |
| 1957      | ф   | Столкновение в Сандауне                                                | Decision at Sundown                                           | Чарльз Соммертон                                      |
| 1957      | с   | Истории Уэллс-Фарго                                                    | Tales of Wells Fargo                                          | Флойд Шеффер                                          |
| 1957      | с   | Час от «Кайзер Алюминиум»                                              | The Kaiser Aluminum Hour                                      | помощник шерифа                                       |
| 1957      | с   | Свидание с ангелами                                                    | Date with the Angels                                          | мистер Тейлор                                         |
| 1957—1959 | с   | Шугарфут (2 эпизода)                                                   | Sugarfoot                                                     | Хэнк Татум / Арчи Креншоу                             |
| 1957—1960 | с   | Маверик (3 эпизода)                                                    | Maverick                                                      | Джошуа Тейлор / судья Саммервелл / Эллсворт Грили     |
| 1958      | ф   | Плавучий дом                                                           | Houseboat                                                     | мистер Уильям Фарнсворт                               |
| 1958      | с   | Кольт 45-го калибра                                                    | Colt .45                                                      | Хоуси Тиллери                                         |
| 1958      | с   | Выслеживание (2 эпизода)                                               | Trackdown                                                     | судья Генри                                           |
| 1958      | с   | Симаррон                                                               | Cimarron City                                                 | судья Платт                                           |
| 1958      | с   | Эй, Дженни!                                                            | Hey, Jeannie!                                                 | мистер Мирс                                           |
| 1958      | с   | Кульминация                                                            | Climax!                                                       | судья                                                 |
| 1958—1959 | с   | Зорро (7 эпизодов)                                                     | Zorro                                                         | губернатор                                            |
| 1958—1959 | с   | Беспокойное оружие (3 эпизода)                                         | The Restless Gun                                              | Том Котер / отец Люк / Маклелланд Бёрк                |
| 1958—1959 | с   | Разыскивается живым или мёртвым (3 эпизода)                            | Wanted: Dead or Alive                                         | судья Хили / Эйса Морган / Клинт Дэвис                |
| 1958—1962 | с   | Сансет-Стрип, 77 (3 эпизода)                                           | 77 Sunset Strip                                               | полковник Ричард Гонт / Сайрус Блэнтон / важный гость |
| 1959      | с   | Стрелок Слейд                                                          | Shotgun Slade                                                 | шериф                                                 |
| 1959      | с   | Театр Зейна Грея                                                       | Zane Grey Theater                                             | шериф Мартин Колдер                                   |
| 1959      | с   | Шайенн (2 эпизод)                                                      | Cheyenne                                                      | Винсент Клейборн / Майк Эйнли                         |
| 1959—1961 | с   | Бонанза (2 эпизода)                                                    | Bonanza                                                       | судья Джереми Кларенс Биллингтон / мэр Гошен          |
| 1960      | с   | Сажать в тюрьму                                                        | Lock Up                                                       | Харви Колдер                                          |
| 1960      | с   | Гавайский глаз                                                         | Hawaiian Eye                                                  | Эдвард ДеЛонг                                         |
| 1960      | с   | Бронко                                                                 | Bronco                                                        | маршал Мэтт Сэмпл                                     |
| 1960      | с   | Жизнь и житие Уайатта Эрпа (2 эпизода)                                 | The Life and Legend of Wyatt Earp                             | капитан Дэвид Роуленд                                 |
| 1960—1961 | с   | Дилижанс на Запад (9 эпизодов)                                         | Stagecoach West                                               | Дэн Марчисон                                          |
| 1961      | ф   | Путешествие на дно моря                                                | Voyage to the Bottom of the Sea                               | вице-адмирал Б.Дж. Кроуфорд                           |
| 1961      | ф   | Пригоршня чудес                                                        | Pocketful of Miracles                                         | инспектор полиции Макрэри                             |
| 1961      | с   | Есть оружие – будут путешествия                                        | Have Gun - Will Travel                                        | шериф Арчи Армстеддер                                 |
| 1961—1962 | с   | Сыромятная плеть (2 эпизода)                                           | Rawhide                                                       | Джон Рай / Джеймс Уиткомб                             |
| 1962      | с   | Шоу Дика Пауэлла (2 эпизода)                                           | The Dick Powell Show                                          | Флойд Максвелл                                        |
| 1962      | с   | Хэзел                                                                  | Hazel                                                         | мистер Уилер                                          |
| 1962      | с   | Перри Мейсон                                                           | Perry Mason                                                   | судья                                                 |
| 1963      | ф   | Меткий Ястреб                                                          | The Gun Hawk                                                  | пьяница, отец Мэддена                                 |
| 1963      | с   | Шоссе 66                                                               | Route 66                                                      | мистер Скул                                           |
| 1963—1965 | с   | Виргинцы (2 эпизода)                                                   | The Virginian                                                 | Финли / Уэйд Хэммилл                                  |
| 1964      | с   | Караван повозок                                                        | Wagon Train                                                   | доктор Файнис Бёрк                                    |
| 1965      | ф   | Сыновья Кэти Элдер                                                     | The Sons of Katie Elder                                       | священник                                             |
| 1965      | с   | Клеймённый                                                             | Branded                                                       | генерал Джеймс Рид                                    |
| 1966      | ф   | Невада Смит                                                            | Nevada Smith                                                  | доктор                                                |
| 1967      | с   | Дорога на Запад                                                        | The Road West                                                 | судья                                                 |